# Franc Kulovec
Franc Saleški Kulovec (ur. 8 stycznia 1884 w Dolenjich Sušicach, zm. 6 kwietnia 1941 w Belgradzie) – słoweński polityk, publicysta, duchowny katolicki i nauczyciel.

## Życiorys
Uczęszczał do gimnazjów w Kočevju i Lublanie. W 1907 roku przyjął święcenia kapłańskie. W 1910 roku doktoryzował się w Wiedniu. Następnie pracował jako nauczyciel w lublańskim gimnazjum. W trakcie I wojny światowej był kapelanem wojskowym.
Był jednym z przywódców Słoweńskiej Partii Ludowej. W 1919 roku opracował jej statut. Był także działaczem rolniczych spółdzielni. W 1919 roku założył Związek Rolników Jugosłowiańskich, który od 1928 roku funkcjonował jako samorząd zawodowy. Prowadził działalność publicystyczną. W latach 1922 i 1927 uzyskiwał mandat poselski, w wyborach startując w Nowym Sadzie. Od lipca do listopada 1924 (w rządzie Ljubomira Davidovicia) i od lutego do kwietnia 1927 (w rządzie Nikoli Uzunovicia) pełnił funkcję ministra rolnictwa Jugosławii.